# Dodecaedru trunchiat augmentat
În geometrie un dodecaedru trunchiat augmentat este un poliedru convex construit prin augmentarea unui dodecaedru trunchiat (un poliedru arhimedic) cu o cupolă pentagonală (J5) pe una din fețele sale decagonale. Este poliedrul Johnson J68. Când două sau trei astfel de cupole sunt atașate, rezultatul poate fi un dodecaedru trunchiat parabiaugmentat (J69), un dodecaedru trunchiat metabiaugmentat (J70), sau un dodecaedru trunchiat triaugmentat (J71).
Având 42 de fețe, este un tetracontadiedru.

## Mărimi asociate
Următoarele formule pentru arie, A, și volum, V, sunt stabilite pentru lungimea laturilor tuturor poligoanelor (care sunt regulate) a:
{\displaystyle A={\frac {1}{4}}\left(20+25{\sqrt {3}}+110{\sqrt {5+2{\sqrt {5}}}}+{\sqrt {5\left(5+2{\sqrt {5}}\right)}}\right)a^{2}\approx 102,182092~a^{2},}
{\displaystyle V=\left({\frac {505}{12}}+{\frac {81{\sqrt {5}}}{4}}\right)a^{3}\approx 87,363710~a^{3}.}